# Аліна Старкова
Ал́́іна Ста́ркова (англ. Alina Starkov) — літературна персонажка серії книг «Grishaverse» американської письменниці Лі Бардуго.
Аліна Старкова була Заклинательницею Сонця, одною із наймогутніших Гриш, які коли-небудь жили, і єдина, хто здатна знищити волькрів та Тіньову Каньйон.

## Біографія

### Юність
Аліна народилася в селищі Два Стовби на південному кордоні зі Шу Ханом. Як і Мал'єн Оретцев, родина Аліни, швидше за все, загинула під час прикордонних війн. Більшу частину свого дитинства вона провела в Керамзині, перш ніж її забрали до садибного дитячого будинку князя Керамзова.

### Тінь та Кістка
У дитячому будинку князя Керамзова Аліну і Мала перевіряють екзаменатори Гриші, але вони не виявляють жодних здібностей до Малої Науки. Коли їй виповнюється шістнадцять, вона і Мал тренуються як солдати 1-ї армії на військовому посту в Полизній. Аліна стає помічницею молодшого картографа, а Мал стає слідопитом.
Через рік полки Аліни і Мала опиняються в Крибірську, щоб разом перетнути Тіньовий Каньйон на піщаному скіфі. Під час переправи на них нападає волькра. Багато солдатів гине, а Мал сильно поранений, на крок від смерті. Перш ніж на них знову напали, Аліна раптом випускає спалах світла, який вбиває волькр, щоб врятувати друга. Скіф повертається до Крибірська, і Аліну привозять до наметів Гриш, щоб Дарклінг допитав її. Після розповіді різних історій тих, хто вижив, Аліну звинувачують у тому, що вона Заклинателька Сонця. Дарклінг використовує свої здібності Заклинателя Тіней, щоб підтвердити, що вона Заклинателька Сонця, тип Гришів, яких вважався вимерлими. Потім Дарклінг негайно наказує, щоб Аліна була доставлена до Маленького палацу в Ос-Альту для безпеки.
Аліну супроводжують опричники Дарклінга та Гриші, серед них Іван та Федір. Група зазнає нападу ф'єрданських вбивць, коли вони проходили через долину. Аліна майже була вбита одним із нападників, але її врятував Дарклінг. Решту шляху до Маленького палацу вона проходить разом із Дарклінгом. Однією з перших, кого зустрічає Аліна, є Женя Сафіна, кравець, якій доручено зробити її зовнішність презентабельною для короля і королеви Равки. Генерал 2-ї армії офіційно представляє Аліну королівській родині Равкан, і з його допомогою вона показує свої сили Гриша.
Потім Аліна навчається, як оволодіти своїми здібностями завдяки Багрі, а рукопашний бій проводить Боткін Юл-Ерден, інструктор Шу. Аліна дружить з подругами Етерками Надею Жабіною і Марією. Навчаючись у Малому палаці, Аліна зближується з Дарклінгом і врешті-решт заводить з ним романтичні стосунки. Вони зближуються, тому що Аліна не отримує відповідей на жодний зі своїх листів від Мала.
Під час зимового свята Аліна зустрічає Мала вперше з моменту перетину Каньйону. Він вистежує оленя для Дарклінга, який хоче віддати роги Аліні як підсилювач. Вона дізнається, що він ніколи не отримував жодного з її листів.
Пізніше тієї ночі до Аліни приходить Багра і наказує їй покинути палац. Вона розповідає Аліні про справжнє обличча Дарклінга і про те, що його істинний намір полягав у тому, щоб використати сили Аліни, щоб вигнати волькр із Неморя, щоб він міг використовувати свої власні сили, щоб розширити його та захопити всі навколишні землі. Розуміючи, що Багра говорить правду, Аліна тікає і врешті зустрічається з Малом, який шукав її після того, як його підрозділ отримав наказ знайти її. Двоє йдуть, щоб знайти оленя, перш ніж Дарклінг встигне це зробити і знову зблизитися, перш ніж зізнатися в коханні один одному. Аліна змушує Мала пообіцяти їй, що він уб'є її, якщо Дарклінг змусить її знищити оленя Морозова, аби їм дістався підсилювач.
Аліна і Мал врешті знаходять стадо Морозова після кількох тижнів стеження в Цибеї, і Мал просить Аліну вбити оленя, але перш ніж вони встигають це зробити, оленя вбивають стрілою. Потім пара потрапляє в засідку Дарклінга та його послідовників, які таємно слідкували за ними. Аліна і Мал намагаються чинити опір. Врешті-решт Дарклінг сам вбиває оленя, щоб взяти під свій контроль Аліну.
Потім усі вони їдуть до Крибірська, де піщаний скиф Дарклінга був підготовлений для демонстрації здібностей Аліни з послам сусідніх народів і посланцями короля під час перетину Тіньового Каньйону. Після того, як сили Аліни продемонстровані, Дарклінг викинув Мала за борт. Потім Аліна розуміє, що сили Морозова належать їй, і Дарклінг немає над нею ніякої влади. І їхній зв'язок руйнується. Завдяки цьому вона сама починає контролювати свої сили та вступає у двобій із Генералом, після чого разом із Малом покидає Каньйон зі сторони Новокрибірська.

### Облога і Буря
Аліна і Мал потрапляють у місто Кофтон, де вони переховуються і намагаються знайти роботу, щоб мати кошти для своєї поїздки на захід. Вони були там два тижні, але Аліна ослабла через те, що не використовує свою силу. Коли вони повертаються до свого пансіонату, вони раптово, несподівано зустрічаються з Дарклінгом та його Гришами. Він полонить їх обох, але спочатку показує Аліні нову силу, яку він отримав у Каньйоні завдяки їй, тепер він може створювати тіньових істот під назвою нічево'я.
Аліна прокидається на кораблі капітана, якого звуть Штурмхонд. Дарклінг заплатив йому в обмін на його послуги на борту корабля. Його мета — знайти морського русаля, другого підсилювача Санкта-Іллі. Дарклінг хоче віддати Аліні другий підсилювач і змушує Мала відстежити його, погрожуючи нашкодити Аліні, якщо він його не знайде.
Отримавши підсилювач, Аліна тікає під час повстання Штурмхонда, з ним та його командою повертається в Равку. Коли виявляється, що Штурмхонд — це Ніколай Ланцов, молодший син короля Равки, вона каже йому, що хоче очолити Другу армію, тому вони разом повертаються до Ос-Альти. Микола пропонує Аліні одружитися, але вона відмовляється.
Аліна прибуває в Ос-Альта і швидко бере під контроль Другу армію. Їй часто з'являється Дарклінг.
Василь Ланцов відкрив торговий прохід як угоду для ф'єрданського союзу, але замість цього Дарклінг використовує його, щоб отримати доступ до Ос Альти і атакує Равку. Під час нападу Дарклінга на Ос-Альту він розкриває, що накликав на Женю Сафіну за те, що вона пощадила Аліну. Аліна бореться з ним і використовує скверну, через що її волосся стає білим, і ледь не залишає її сили, перемагаючи їх обох. Це залишає її майже мертвою, а Дарклінг теж важко поранений. Вона разом з іншими втікає до Білого Собору.

### Руїна і Воскресіння
Два місяці Аліна провела в підземних тунелях Равки. Нею керує Апарт, який створив культ, та переконаний, що Аліна — « жива свята». В результаті битви з Дарклінгом, волосся Аліни побіліло, і вона ослабла без сонячного світла та своїх сил.
Однак Мал та інший Гриші продумують план, який відновить контакт Аліни з сонячним світлом і поновить її сили. Вона залишає Апарта, та підіймається на поверхню в пошуках Жар-птиці. Вона, інші Гриші та Мал вибираються на поверхню, але незабаром їх виявляє група повстанців. Ніколай рятує їх за допомогою нового винаходу, схожого на дирижабль. Він веде їх на незвичнайну гору, де мешкають рештки Першої армії та Гриші, які втекли після атаки в Малому Палаці.
Там Аліна знову зустрічає Багру, яка вчить її використовувати розрізом. Багра розповідає Аліні про свого батька — Іллю Морозова і про те, що Дарклінг його останній нащадок. Також Ніколай розповідає про їхнє майбутнє як короля і королеви Равки і дарує їй перстень своєї матері. Аліна відмовляється носити його, оскільки все ще хоче бути з Малом, але все ж зберігає перстень.
Пізніше Дарклінг нападає на гору. Він уражує Ніколая скверною, яка перетворює його на крилатого монстра з іклами, кігтями і шкірою, із наповненими темрявою жилами, і змушує Аліну, Мала і Гришів тікати. Вони летять на південь, щоб знайти Жар-птицю. По дорозі Аліна вчиться заломлювати світло навколо предмета, щоб зробити його невидимим. Прибувши до південних гір, Мал вистежує Жар-птицю. Однак, як тільки він її знаходить, вона нападає на нього та Аліну. Тримаючи Мала, Аліна розуміє, що він дає їй силу і що він є третім підсилювачем, а не Жар-птиця.
Коли вони повертаються на корабель, Аліна спілкується з Дарклінгом. Він розповідає їй, що вторгся в Керамзін і тримає дітей-гришів заручниками. Він каже їй здатися через п'ять днів, інакше поширить Каньйон на західну Равку і до моря. Аліна знає, що не зможе протистояти Дарклінгу без третього підсилювача, але у Давіда Костика є ідея, яка не потребує лобового протистояння.
Вони входять у Каньйон, щоб протистояти Дарклінгу. Битва спочатку йде добре; Аліна заломлює світло, яке вона ж і створює, щоб зробити своїх бійців невидимими. Однак, як тільки вони сідають на скіф Дарклінга, вона розуміє, що у нього ніколи не було дітей-гришів — це була лише хитрість.
Аліна знає, що не може боротися з Дарклінгом лише двома підсилювачами. Вона втікає в темряву, де її знаходить Мал. Він дає їй ніж і переконує її вбити його. Вона вдарила його ножем у груди. Зі смертю третього підсилювача сила Аліни раптово покидає її і проявляється в будь-якій нормальній людині в межах кількох миль. Дарклінг розлючений і сумує через те, що він втратив свою Заклинательку Сонця, і поки він відволікається, Аліна вбиває його тим же ножем, яким заколола Мала.
Новостворені створені Заклинательки і Закдинателі Сонця знищують Тенистий Каньйон, а також частково повертають Миколу до його колишнього «я». Толі і Тамарі Кір-Батаар вдається врятувати Мала. Однак Аліна втратила силу. Вона імітує свою смерть, запечатуючи свою спадщину як Свята Сонця, Санкта-Аліна, і претендує на нову особистість. Вона і Мал одружуються і відбудовують дитячий будинок у Керамзині, який був зруйнований Дарклінгом. З роками вони приймають дітей і підтримують зв'язок з іншими Гришами та Ніколаєм Ланцовим.

## Фізичний опис
Коли Аліна вперше потрапляє під опіку герцога Керамсова, кажуть, що вона тиха і дивна дівчина. Економка герцога Ана Куя навіть каже, що вона потворна, і називає Аліну «блідою й кислою, як стакан молока, що перевернувся». У дитинстві Аліна була надзвичайно слабкою та хворобливою, ніколи не могла бігати так швидко, як її друг Мал. Її відмінна риса — шрам, що проходить через праву долоню.
Будучи підлітком, Аліна описується як хвороблива худа дівчина з тьмяним каштановим волоссям, темними колами під очима
 і жовтою шкірою. Вона невисока. Її етнічна приналежність прямо не описана в книгах. Після прибуття в Малий палац і використання своїх здібностей Гриші, Аліна стає здоровішою і витонченою. Вона розуміє, що її хвороба була викликана таким тривалим придушенням її сил.
Після використання скверни її волосся стає білим, і вона описує його як ламке та тонке.

## Сила та здібності
Як Заклинателька Сонця, Аліна може маніпулювати світлом. Хоча вона пізно відкрила свою силу, вона виявилася дуже могутньою Гришою. Вона може використовувати Розріз, і використовувати світло як зброю.

## Спорядження

### Кефта
Спочатку Дарклінг запропонував Аліні чорну кефту, але замість цього вона обирає синю, кольору етерців, щоб не виділятися. Вишивка на її кефті золота. Пізніше вона одягає чорну кефту на зимове свято.

### Підсилювачі
На Аліні було два підсилювачі: перший — намисто з рогів оленя Морозова, а другий — браслет з луски морського русалля. Однак після втрати її сил підсилювачі були знищені.

## Особисте життя

### Мальєн Оретцев
|  | I have loved you all my life, Mal. There is no end to our story. -- Аліна говорить Малу. Облога і Буря |

Мал — друг дитинства Аліни. Обидва вони виросли сиротами в маєтку князя Керамсова в Керамзині. Аліна закохана у Мала, який не звертає уваги на її закоханість і постійно фліртує з іншими дівчатами. Вони віддаляються, поки вона тренується з Дарклінгом у Маленькому палаці.
Після того, як Аліна тікає з Маленького палацу, вони на деякий час сходяться, перш ніж їх схоплює Дарклінг. За цей короткий час, Мал зізнається у своїх почуттях до неї, і вони розділяють ніжний поцілунок. Пізніше, перебуваючи в таборі Дарклінга в Крибірську, вони знову цілуються через тюремні решітки Мала і тримаються за руки до самого ранку. Коли Дарклінг залишає Мала помирати, Аліна бере під контроль підсилювач і тікає з ним, кидаючи людей на судні і залишаючи їх незахищеними від волькр. Коли Мал і Аліна досягають Істиноморя, вони їдуть на кораблі до Кофтона.
У «Облозі та Бурі» Мал відстежує і знаходить морського русалля, другий підсилювач для Аліни. Після того, як Аліна одягає другий підсилювач, вони з Малом поступово віддаляються один від одного. Він обурюється владою Аліни і стає все більш невпевненим, оскільки вона стає все могутнішою. Він вважає, що вона не буде піклуватися про нього після того, як знайде всі три підсилювачі.
Коли Дарклінг проникає в палац, Аліна використовує скверну, щоб послабити Дарклінга, що послаблює і її. Саме тоді, коли її та Дарклінга майже знищено, Мал забирає Аліну, боячись, що вона могла б померти.
У «Руїні та Воскресінні» відносини Мала і Аліни піддаються випробуванню, оскільки Мал вважає, що Аліна повинна вийти заміж за князя Ніколая, щоб врятувати королівство і об'єднати людей Равки, хоча Аліна не впевнена, чого вона хоче і що буде краще. Мал залишається байдужим протягом більшої частини книги і розмовляє з Аліною лише як охоронець, хоча до кінця книги вони помирилися. Вона повинна вбити його заради третього підсилювача.
В епілозі Мал і Аліна одружуються під різними іменами і знову відкривають Керамзінський дитячий будинок, місце, в якому вони виросли.

### Дарклінг
|  | Fine, make me your villain. -- Дарклінг говорить Аліні. Тінь та Кістка |

Аліна відразу відчуває притягнення до таємничого та красивого Дарклінга. Він хоче, щоб її кефта відповідала його власному чорному одягу — чого жодному іншому Гриші ніколи не дозволялося робити, — але Аліна відмовляється заради блакитного кольору Заклинателів, щоб вона не виділялася. Пізніше, коли вони обговорюють її здібності біля замерзлого берега озера, він раптом нахиляється і цілує її, а потім відходить. Після цього інциденту він, здається, ігнорує її до ночі зимового свята, коли вона одягає чорну кефту із символом Дарклінга, і вони разом проводять демонстрацію перед натовпом. Відразу після цього він веде Аліну до вітальні, де вони приступають до поцілунків. Їх перериває п'яна група, яка натикається на двері кімнати. Перед тим як піти назустріч Івану, він повертається і запитує, чи міг би він прийти до неї тієї ночі, на що вона не відповідає.
Аліна поверталася до себе, коли Багра зупинила її. Вона дізнається про справжні наміри Дарклінга маніпулювати нею та використовувати її сили, залишаючи її у повному нерозумінні, чи були його почуття до неї справжніми. Протягом усієї серії книг показано, що він глибоко одержимий, власницький потяг до неї через її силу та безсмертя.
Пізніше, захопивши Аліну і Мала в Цибеї, він відверто дражнить і натякає на те, що вони зробили, щоб розлютити Мала. Дарклінг викликає Аліну до свого намету, щоб поговорити. Потім він каже їй, що перекине Мала через борт скіфу, щоб його пожерли волькри, коли вони подорожують у Неморе. Вона благає його врятувати життя Мала, кажучи, що з радістю виконає його бажання. Він каже їй, що проявить милосердя до Мала, а потім цілує її. Коли він відходить, то каже, що вона може відвідати Мала в його тюремній камері, бо це буде востаннє, коли вона побачить його живим. Усвідомлюючи, що Дарклінг порушив свою обіцянку милосердя, вона кидається на нього з криком, але його люди відтягують її, перш ніж вона встигає завдати йому болю.
У другій книзі, після втечі від нього вдруге, Аліна таємничим чином починає бачити Дарклінга всюди. Вона не знає, реальні ці бачення чи вигадані в її свідомості. Під час одного його візиту він одягає обличчя Мела і цілує її в ліжку, знаючи, що вона закричить, якщо він з'явиться зі своїм обличчям. Під час іншого вона запитує, чому він не залишить її одну, на що він відповідає, що тоді він теж залишиться сам. Коли вони зустрічаються в Соборі, він показує, що її видіння були реальними, і обіцяє, що ніколи не відвернеться від того, ким вона була насправді, бо вони схожі, як ніхто інший. Потім вона вдає, що приймає його пропозицію миру, і цілує його, відволікаючи його настільки, щоб вкрасти його нічегоїв через їхній зв'язок і спробувати вбити їх обох.
У наступному романі «Руїна та Воскресіння» Аліна відвідує його через їхні зв'язки. Вона розмовляє з ним, щоб спробувати дізнатися інформацію. Він пропонує їй трон, що стоїть поруч із ним, незважаючи на те, що вона намагалася його вбити. Він каже їй, що це було його рівновагою і могло б зробити його кращою людиною, на що вона відповіла, що він міг би зробити її монстром і що вона могла б бути ще більш жадібною, ніж він. Пізніше в романі Дарклінг говорить Аліні своє справжнє ім'я, яке вона вважає смішним через його поширеність. Вони посміхаються, і він притягує її до себе і цілує в шию, і просить, щоб вона дозволила йому, тому що це не було справжнім. Аліна дражнить його, а потім відштовхує. Він злиться і розриває їхній зв'язок.
В кінці «Руїни та Воскресіння» Дарклінг панікує і збентежений через  втрату її сили, розуміючи, що вона більше не є його рівновагою, а він справді один у світі. Аліна використовує це, щоб заколоти його, хоча це майже і має вигляд убивства з милосердя. Вона плаче над його тілом і виконує його прохання не мати могили, яку люди можуть осквернити. Пізніше труп Дарклінга спалюють. Хоча зрештою Аліна дещо оплакувала смерть Дарклінга, вона не пошкодувала про своє рішення. Аліна шепоче його ім'я Олександр, коли він горить на багатті. Його смерть і «смерть» Санкта-Аліни пов'язані, і рівновага відновлена.

### Ніколай Ланцов
|  | I want to kiss you. But I won’t. Not until you’re thinking of me instead of trying to forget him. -- Ніколай говорить Аліні. Облога і Штурм |

Стосунки між Аліною та Ніколаєм стають головною темою, коли вони прибувають до Ос Альти. Він просить її стати його королевою перед Малом, вона відмовляється. Їхня довіра розвивається швидко, коли Ніколай спочатку розповідає батькам, що він Штурмхонд, а потім підтримує Аліну та Мала, коли вони зустрічаються з королем. Аліну призначають головою Гришів (Друга армія), як вона хотіла, а Мала — її головною охороною. Толя і Тамар, близнюки з корабля Штурмхонда, складають решту її охорони.
Ніколай цілує Аліну перед натовпом, щоб заспокоїти публіку і зробити велике шоу. Аліна, яка ще не задоволена його змінами в особистості, виштовхує його зі страху, що Мал розсердиться і покине її. Аліна і Ніколай представляють себе єдиним фронтом, разом відвідуючи зустрічі. Василь пропонує Аліні одружитися, як і його брат. Вона відмовляється від будь-якого знайомства з ним, і з часом у неї починає проявлятися прихильність до Ніколая. Незважаючи на її сумніви щодо того, чи він справжній, чи просто носить маску, яку, на його думку, вона хоче бачити, вона все більше і більше часу проводить з ним. Зі свого боку, Ніколай, схоже, стає більш вразливим біля неї, ніж біля когось іншого. Згодом він навіть, здається, охоче розмовляє з нею про особисті справи.
Він знову говорить про чутки, що він бастард, зізнаючись Аліні, що чув ці чутки все своє життя і, можливо, не так байдужий до цього, як може здатися. Він посилається на своє дитяче прізвисько "Собачка" (англ. Sobachka), що означає «цуценя», і каже, що мати відмовилася його так називати, бо вважала, що це звучить як дворняжка. Аліна, яка виховувалась сиротою, зв’язується з ним через це, оскільки пам’ятає, як її самі багато називали. Вона починає злитися, коли чує, як люди сумніваються в його походженні, навіть коли вони незнайомі, до такої міри, що Мал люто запитує її, чому вона так швидко захищає Ніколая.
Ніколай робить пропозицію Аліні востанне після того, як вона втратила свої повноваження, і тоді це буде вже не політичний, а справжній союз. У «Королі шрамів» Ніколай зізнається, що по-справжньому полюбив Аліну, і що її відмова завдала йому болю.